# Judith Herrin
Judith Herrin (n. 16 octombrie 1942) este un istoric britanic profesor de studii bizantine și de antichitate târzie la King's College din Londra. A studiat istoria la Universitatea Cambridge și a obținut doctoratul la Universitatea din Birmingham. A urmat cursuri de specializare la Paris și Munchen și a lucrat ca arheolog în cadrul British School at Athens și pe situl moscheii Kalenderhane din Istanbul cu o bursă din partea Dumbarton Oaks. Este, de asemenea, specializată în prosopografia bizantină.

## Opere
- Byzantium: The Surprising Life of a Medieval Empire, Londra, 2007; Princeton, 2008. ISBN 978-0-691-13151-1 (tradusă în polonă, greacă, turcă, italiană, spaniolă, coreeană, japoneză).
- Personification in the Greek World (ed., alături de Emma Stafford, Ashgate: Aldershot, 2005. ISBN 978-0754650317.
- Porphyrogenita: Essays on the History and Literature of Byzantium and the Latin East in Honour of Julian Chrysostomides (ed., alături de Ch. Dendrinos, E. Harvalia-Crook, J. Harris), Aldershot, 2003. ISBN 978-0754636960.
- Women in Purple. Rulers of Medieval Byzantium, Princeton University Press, 2002. ISBN 978-1842125298 (tradusă în spaniolă, greacă, cehă, polonă).
- A Medieval Miscellany, 1999. ISBN 978-0670893775 (tradusă în olandeză, spaniolă).
- The Formation of Christendom, Princeton University Press, 1987.
- Iconoclasm (ed., alături de Anthony Bryer, Birmingham, 1977. ISBN 0704402262.